# قلعه پیر ینگجه
قلعه پیر ینگجه مربوط به هزاره اول قبل از میلاد - سدهٔ ۶ تا ۱۰ ه.ق است و در شهرستان ورزقان، بخش خاروانا، دهستان جوشین، چسبیده به ضلع شمالی روستای ینگجه واقع شده و این اثر در تاریخ ۲۷ اسفند ۱۳۸۷ با شمارهٔ ثبت ۲۶۴۲۷ به‌عنوان یکی از آثار ملی ایران به ثبت رسیده است.